# Regionalwahlkreis Salzburg Stadt
Der Regionalwahlkreis Salzburg Stadt (Wahlkreis 5A) ist ein Regionalwahlkreis in Österreich, der bei Wahlen zum Nationalrat für die Vergabe der Mandate im ersten Ermittlungsverfahren gebildet wird. Der Wahlkreis umfasst die Stadt Salzburg.
Bei der Nationalratswahl 2019 waren im Regionalwahlkreis Salzburg Stadt 99.178 Personen wahlberechtigt, wobei bei der Wahl die Österreichische Volkspartei (ÖVP) mit 36,6 % als stärkste Partei hervorging. Keine der angetretenen Parteien konnte 2017 eines der drei zu vergebenden Grundmandate erreichen.

## Geschichte
Nach dem Ende des Staates Österreich-Ungarn wurde für das Gebiet des Landes Salzburg mit der Wahlordnung 1918 für die Wahl der konstituierenden Nationalversammlung ein einziger Wahlkreis geschaffen (Wahlkreis 19), der auch die Stadt Salzburg umfasste. Mit der Neuordnung der Wahlkreise nach dem endgültigen Verlust von Gebieten wie Südböhmen und Südtirol erhielt der unveränderte Wahlkreis Salzburg die Wahlkreisnummer 17. Nachdem die Wahlordnung von 1923 von der austrofaschistischen Regierung 1934 außer Kraft gesetzt worden war, wurde die ursprüngliche Einteilung der Wahlkreise nach dem Zweiten Weltkrieg mit dem Verfassungsgesetz vom 19. Oktober 1945 weitgehend wieder eingeführt. Der Wahlkreis Salzburg war auch in der Folge nicht von Veränderungen betroffen, auch durch die Einführung der Nationalrats-Wahlordnung 1971, mit der die Anzahl der Wahlkreise in Österreich auf nur noch neun reduziert wurde, blieb der Wahlkreis Salzburg (nun als Wahlkreis 5) unverändert bestehen. Mit Inkrafttreten der Nationalrats-Wahlordnung 1992 wurde das österreichische Bundesgebiet schließlich in 43 Regionalwahlkreise unterteilt und somit ein drittes Ermittlungsverfahren eingeführt, wobei der Landeswahlkreis Salzburg (Wahlkreis 5) für das erste Ermittlungsverfahren in die drei Regionalwahlkreise Salzburg Stadt (5A), Flachgau/Tennengau (5B), Lungau/Pinzgau/Pongau (5C) unterteilt. Der Regionalwahlkreis Salzburg Stadt erhielt in der Folge 1993 drei Mandate zugewiesen, wobei die Neuberechnung der Mandatsverteilung zwischen den Bundesländern im Jahr 2002 (nach den Ergebnissen der Volkszählung 2001) für den Regionalwahlkreis Salzburg Stadt zu keinen Veränderungen führte.
Die Position als stimmenstärkste Partei wechselte mehrmals zwischen Sozialdemokratische Partei Österreichs (SPÖ) und ÖVP. Bei der Wahl im Jahr 1999 erreichte die Freiheitliche Partei Österreichs (FPÖ) den ersten Platz. Die Grünen – Die Grüne Alternative (GRÜNE) erzielten 2013 und 2019 jeweils den zweithöchsten Stimmenanteil.

## Wahlergebnisse
| Nationalratswahlen im Regionalwahlkreis Salzburg Stadt | Nationalratswahlen im Regionalwahlkreis Salzburg Stadt | Nationalratswahlen im Regionalwahlkreis Salzburg Stadt | Nationalratswahlen im Regionalwahlkreis Salzburg Stadt | Nationalratswahlen im Regionalwahlkreis Salzburg Stadt | Nationalratswahlen im Regionalwahlkreis Salzburg Stadt | Nationalratswahlen im Regionalwahlkreis Salzburg Stadt | Nationalratswahlen im Regionalwahlkreis Salzburg Stadt | Nationalratswahlen im Regionalwahlkreis Salzburg Stadt | Nationalratswahlen im Regionalwahlkreis Salzburg Stadt | Nationalratswahlen im Regionalwahlkreis Salzburg Stadt | Nationalratswahlen im Regionalwahlkreis Salzburg Stadt |
| Wahltermin                                             | GM                                                     |                                                        | SPÖ                                                    | ÖVP                                                    | FPÖ                                                    | GRÜNE                                                  | BZÖ                                                    | LIF/NEOS                                               | FRANK                                                  | PILZ/JETZT                                             | Sonstige                                               |
| ------------------------------------------------------ | ------------------------------------------------------ | ------------------------------------------------------ | ------------------------------------------------------ | ------------------------------------------------------ | ------------------------------------------------------ | ------------------------------------------------------ | ------------------------------------------------------ | ------------------------------------------------------ | ------------------------------------------------------ | ------------------------------------------------------ | ------------------------------------------------------ |
| 9. Oktober 1994                                        |                                                        | Stimmenanteile (%)                                     | 28,5                                                   | 22,2                                                   | 26,4                                                   | 11,8                                                   | -                                                      | 9,4                                                    | -                                                      | -                                                      | 1,6                                                    |
| 9. Oktober 1994                                        | 3                                                      | Grundmandate                                           | 0                                                      | 0                                                      | 0                                                      | -                                                      | -                                                      | 0                                                      | -                                                      | -                                                      | 0                                                      |
| 17. Dezember 1995                                      |                                                        | Stimmenanteile (%)                                     | 32,0                                                   | 23,6                                                   | 26,3                                                   | 7,9                                                    | -                                                      | 8,8                                                    | -                                                      | -                                                      | 1,3                                                    |
| 17. Dezember 1995                                      | 3                                                      | Grundmandate                                           | 0                                                      | 0                                                      | 0                                                      | 0                                                      | -                                                      | 0                                                      | -                                                      | -                                                      | 0                                                      |
| 3. Oktober 1999                                        |                                                        | Stimmenanteile (%)                                     | 28,5                                                   | 20,8                                                   | 30,3                                                   | 12,2                                                   | -                                                      | 6,3                                                    | -                                                      | -                                                      | 2,0                                                    |
| 3. Oktober 1999                                        | 3                                                      | Grundmandate                                           | 0                                                      | 0                                                      | 0                                                      | 0                                                      | -                                                      | 0                                                      | -                                                      | -                                                      | 0                                                      |
| 24. November 2002                                      |                                                        | Stimmenanteile (%)                                     | 31,3                                                   | 39,5                                                   | 11,2                                                   | 16,2                                                   | -                                                      | 1,3                                                    | -                                                      | -                                                      | 0,5                                                    |
| 24. November 2002                                      | 3                                                      | Grundmandate                                           | 0                                                      | 1                                                      | 0                                                      | 0                                                      | -                                                      | 0                                                      | -                                                      | -                                                      | 0                                                      |
| 1. Oktober 2006                                        |                                                        | Stimmenanteile (%)                                     | 27,9                                                   | 31,7                                                   | 12,8                                                   | 19,4                                                   | 3,5                                                    | -                                                      | -                                                      | -                                                      | 4,8                                                    |
| 1. Oktober 2006                                        | 3                                                      | Grundmandate                                           | 0                                                      | 0                                                      | 0                                                      | 0                                                      | 0                                                      | -                                                      | -                                                      | -                                                      | 0                                                      |
| 28. September 2008                                     |                                                        | Stimmenanteile (%)                                     | 24,2                                                   | 23,5                                                   | 17,0                                                   | 18,3                                                   | 10,3                                                   | 2,6                                                    | -                                                      | -                                                      | 3,9                                                    |
| 28. September 2008                                     | 3                                                      | Grundmandate                                           | 0                                                      | 0                                                      | 0                                                      | 0                                                      | 0                                                      | 0                                                      | -                                                      | -                                                      | 0                                                      |
| 29. September 2013                                     |                                                        | Stimmenanteile (%)                                     | 23,6                                                   | 20,3                                                   | 18,6                                                   | 20,8                                                   | 3,2                                                    | 6,4                                                    | 4,9                                                    | -                                                      | 2,1                                                    |
| 29. September 2013                                     | 3                                                      | Grundmandate                                           | 0                                                      | 0                                                      | 0                                                      | 0                                                      | 0                                                      | 0                                                      | 0                                                      | -                                                      | 0                                                      |
| 15. Oktober 2017                                       |                                                        | Stimmenanteile (%)                                     | 26,3                                                   | 31,4                                                   | 20,3                                                   | 6,8                                                    | -                                                      | 7,0                                                    | -                                                      | 5,3                                                    | 2,9                                                    |
| 15. Oktober 2017                                       | 3                                                      | Grundmandate                                           | 0                                                      | 0                                                      | 0                                                      | 0                                                      | -                                                      | 0                                                      | -                                                      | 0                                                      | 0                                                      |
| 29. September 2019                                     |                                                        | Stimmenanteile (%)                                     | 18,4                                                   | 36,6                                                   | 11,2                                                   | 19,9                                                   | -                                                      | 10,0                                                   | -                                                      | 2,2                                                    | 1,9                                                    |
| 29. September 2019                                     | 3                                                      | Grundmandate                                           | 0                                                      | 0                                                      | 0                                                      | 0                                                      | -                                                      | 0                                                      | -                                                      | 0                                                      | 0                                                      |
| 29. September 2024                                     |                                                        | Stimmenanteile (%)                                     | 20,8                                                   | 26,0                                                   | 20,9                                                   | 13,5                                                   | -                                                      | 10,0                                                   | -                                                      | -                                                      | 8,8                                                    |
| 29. September 2024                                     | 3                                                      | Grundmandate                                           | 0                                                      | 0                                                      | 0                                                      | 0                                                      | -                                                      | 0                                                      | -                                                      | -                                                      | 0                                                      |